# Востров, Алексей Владимирович
Алексе́й Влади́мирович Востро́в (род. 19 сентября 1981 года в Иркутске, РСФСР) — математик, историк и литературовед, преподаватель Высшей школы прикладной математики и вычислительной физики Института прикладной математики и механики Санкт-Петербургского политехнического университета (СПбПУ) , преподаватель компьютерных технологий и дизайна Института графического дизайна Санкт-Петербургского государственного университета промышленных технологий и дизайна.
Область интересов по основной профессии: дискретная математика, теория графов, математическая логика, программирование и алгоритмизация, теория вероятностей и математическая статистика, теория автоматов и формальных языков, теория алгоритмов, методы разработки компиляторов; построение оптимальных маршрутов в динамических транспортных сетях, распознавание образов.
Область исторических интересов: шведоязычная Финляндия (финляндские шведы), Аландские острова, Карельский перешеек, финляндцы в Санкт-Петербурге в 1809—1917 годах, финские средневековые сухопутные дороги, сухопутные дороги Карельского перешейка, Финляндская железная дорога, Почтовая дорога Великого княжества Финляндского, а также история Финляндии и Швеции в целом.
Сфера литературных интересов связана с шведоязычной финской литературой, двуязычными авторами, белорусской литературой, русской литературой в контексте дачного Карельского перешейка и контактов с Финляндией.
Автор исследований по истории и современной ситуации финляндских шведов и Аландских островов. Написал большую статью, посвященную творчеству двуязычной писательницы Зинаиды Линден, опубликованную в журнале «Вопросы литературы». В журнале «Вопросы литературы» также опубликованы большая статья о финском периоде творчества писателя Леонида Андреева и о финском путешествии 1935 года писателя Бориса Зайцева. Написал несколько эссе, посвященных жизни и творчеству финской шведоязычной писательницы Туве Янссон.

## Интересные факты
Статья, посвящённая двуязычности творчества Василя Быкова (журнал «Вопросы литературы»), переведена на китайский язык и напечатана в сборнике «Вопросы Беларуси», издаваемым факультетом русского языка Второго Пекинского университета иностранных языков.
Книге Svenskfinland, några anblickar utifrån (шведоязычная версия книги «Шведский архипелаг Финляндии») посвящены интервью автора финской шведоязычной газете Åbo Underrättelser и текстовый материал на сайте финской шведоязычной телерадиокомпании Yle Svenska.
В течение нескольких лет для журналов «Всемирный следопыт» и «STOP in Finland» писал статьи, посвящённые Северо-Западу России, Финляндии, Эстонии и Скандинавии.
Участвовал в переводе на русский язык стихотворений греческого поэта Таноса Ксироса, что вылилось в издание двуязычного сборника «Противопоставления» (СПб.: «Алетейя», 2016. — ISBN 978-5-906910-01-1).

## Публикации

### Книги
- «Шведский архипелаг Финляндии: взгляд со стороны». — СПб.: «Карелико», 2014. — 172 с. — 500 экз. — ISBN 978-5-904261-17-7.[9][10][11]
- Svenskfinland, några anblickar utifrån (швед.). — Helsinki: ScanRus Oy, 2015. — 180 p. — ISBN 978-952-93-6648-4.
- «Аланды. Острова мира и раздора» / Научный консультант: доктор исторических наук В.И. Мусаев. — СПб.: ООО «ИЦ „Остров“», 2018. — 304 с. — ISBN 978-5-94500-142-8.
- «Неполнота времени. Писатели Леонид Андреев и Борис Зайцев на Карельском перешейке». — СПб.: ООО «ИЦ „Остров“», 2022. — 150 с. — ISBN 978-5-94500-184-8.

### Избранные статьи и эссе
- «Гатчина. Один день с Павлом» // «Всемирный следопыт» : журнал. — СПб.: ООО «Всемирный следопыт», 2009. — № 7. — С. 86—93. — ISSN I52477.
- «Дорога, дорога, ты знаешь так много… (История сухопутных финских дорог)» // «LiteraruS-Литературное слово» : историко-культурный и литературный журнал. — Эспоо: LiteraruS, 2013. — № 3. — С. 62—67. — ISSN 1459–2673.
- «Шведский архипелаг Финляндии. Большая литература шведоязычного меньшинства» // «Радуга» : Журнал художественной литературы и общественной мысли. — Журнал «Радуга», 2014. — № 1—2. — С. 180—193. — ISSN 0131–8136.
- «Финляндско-шведский модернизм» // «LiteraruS-Литературное слово» : историко-культурный и литературный журнал. — Эспоо: LiteraruS, 2015. — № 1. — С. 40—46. — ISSN 1459–2673.
- «Зинаида Линден. На грани культур» // «Вопросы литературы» : научный журнал. — М.: РОФ «Литературная критика», 2015. — № 6. — С. 328—341. — ISSN 0042-8795.
- «Финляндская железная дорога: связь столиц Империи и Великого княжества» // «LiteraruS-Литературное слово» : историко-культурный и литературный журнал. — Эспоо: LiteraruS, 2016. — № 4. — С. 12—23. — ISSN 1459–2673.
- «Шведский и русский языки в Финляндии в XIX веке. Проблемы отношений двух административных языков Великого княжества» // «Санкт-Петербург и страны Северной Европы» : сборник. — СПб.: Институт истории СПбГУ, 2016. — Вып. 17 (1). — С. 281—291. — ISSN 2411-8796.
- «Финляндская железная дорога в 1870—1917 гг. как нереализованный фактор сближения двух столиц» // «Россия, Финляндия и Скандинавия: проблемы взаимовосприятия» : сборник. — Выборг: ГБУК ЛО «Историко-архитектурный музей заповедник „Выборгский замок“ и историко-этнографический музей-заповедник „Ялкала“», 2016. — Вып. 17 (2). — С. 29—33. — ISBN 978-5-91882-034-6. — ISSN 2411-8796.
- «На границе двух языков: Василь Быков» // «Вопросы литературы» : научный журнал. — М.: РОФ «Литературная критика», 2017. — № 2. — С. 221—228. — ISSN 0042-8795.
- «Языковая ситуация в Финляндии в 1899—1918 гг.: финский, шведский и русский языки на рубеже эпох» // «Санкт-Петербург и страны Северной Европы» : сборник. — СПб.: Институт истории СПбГУ, 2017. — Вып. 18 (1-2). — С. 160—170. — ISSN 2411-8796.
- «„Ключ от Стокгольма“: Аландские острова в период русско-шведских войн 1700—1809 гг.» // «Санкт-Петербург и страны Северной Европы» : сборник. — СПб.: Институт истории СПбГУ, 2018. — Вып. 19 (1). — С. 60—71. — ISSN 2411-8796.
- «Аландский вопрос и его трансформация в период 1809—1917 гг.» // «Россия, Финляндия и Скандинавия: ключевые события в истории» : сборник. — Выборг: ГБУК ЛО «Выборгский объединённый музей-заповедник», 2018. — Вып. 19 (2). — С. 114—125. — ISBN 978-5-91882-049-0. — ISSN 2411-8796.
- «Сто лет истории. Ikkunapaika (Место у окна)» // «LiteraruS-Литературное слово» : историко-культурный и литературный журнал. — Эспоо: LiteraruS, 2018. — № 1. — С. 12—16. — ISSN 1459–2673.
- «Шведоязычная финская литература на русском языке: тенденции двух с половиной десятилетий» // «LiteraruS-Литературное слово» : историко-культурный и литературный журнал. — Эспоо: LiteraruS, 2018. — № 3. — С. 81—85. — ISSN 1459–2673.
- Востров А. В. «Творчество Э. Сёдергран и Г. Парланда: транснациональное или многонациональное явление финляндской литературы?» // «Скандинавские чтения 2016 года. Этнографические и культурно-исторические аспекты» : сборник. — СПб.: МАЭ РАН, 2018. — С. 495—505. — ISBN 978-5-88431-351-4.[12]
- Востров А. В. «Граничный эффект или жизнь за границей? Диалог „своего“ и „чужого“ в финский период жизни Леонида Андреева» // «Вопросы литературы» : научный журнал. — М.: РОФ «Литературная критика», 2018. — № 2. — С. 157—179. — ISSN 0042-8795.
- Востров А.В. «Детская шведоязычная финская литература: Сампо-лопарёнок в долине муми-троллей» // «LiteraruS-Литературное слово» : историко-культурный и литературный журнал. — Эспоо: LiteraruS, 2019. — № 2. — С. 80—85. — ISSN 1459–2673.
- Востров А.В. «Почтовая дорога Великого княжества Финляндского как фактор традиционного шведского влияния» // «Санкт-Петербург и страны Северной Европы» : сборник. — СПб.: Издательство РХГА, 2019. — № 21 (1). — С. 93—100. — ISSN 2411–8796.
- Востров А. В. «На границе с Россией. Реминисценция финского путешествия Бориса Зайцева» // «Вопросы литературы» : научный журнал. — М.: РОФ «Литературная критика», 2019. — № 6. — С. 221—244. — ISSN 0042-8795.
- Востров А.В. «Ингмар Бергман и Туве Янссон. Несовместимое творчество» // «LiteraruS-Литературное слово» : историко-культурный и литературный журнал. — Эспоо: LiteraruS, 2020. — № 1. — С. 14—19. — ISSN 1459–2673.
- Востров А.В. «Шведоязычная финская литература как преломление роли шведского языка в финском обществе» // «LiteraruS-Литературное слово» : историко-культурный и литературный журнал. — Эспоо: LiteraruS, 2020. — № 3. — С. 89—94. — ISSN 1459–2673.
- Востров А.В. «Русские солдаты на Аландских островах в 1915-1918 годах: служба, быт и взаимоотношения с местными жителями» // «Санкт-Петербург и страны Северной Европы» : сборник. — СПб.: Институт истории СПбГУ, 2020. — Вып. 22 (1-2). — С. 148—156. — ISSN 2411-8796.
- Востров А. В. «Древние финские сухопутные дороги: связь Запада и Востока» // «Сборники Президентской библиотеки» : сборник научных трудов. — СПб.: ФГБУ «Президентская библиотека», 2021. — Вып. 6. «История России и Финляндии в современных исследованиях». — С. 66—75. — ISBN 978-5-6042138-9-6.
- Востров А.В. «История в двух фотографиях: непрямые параллели творчества Астрид Линдгрен и Туве Янссон» // «LiteraruS-Литературное слово» : историко-культурный и литературный журнал. — Эспоо: LiteraruS, 2021. — № 3. — С. 47—55. — ISSN 1459–2673.
- «Сухопутные дороги между Великим Новгородом и Карельским перешейком в XVI–XVII веках» // «Новгородика (альманах)» : сборник. — Великий Новгород: Вече, 2021. — С. 68—74. — ISBN 978-5-4484-3571-3.
- Востров А.В. «Идея о независимости Аландского архипелага: политическая игра, мечта или невоплощенная реальность?» // «Санкт-Петербург и страны Северной Европы» : сборник. — СПб.: Издательство РХГА, 2022. — № 23 (1-2). — С. 107—117. — ISSN 2411–8796.
- Востров А.В. «История сухопутных дорог Карельского перешейка» // «LiteraruS-Литературное слово» : историко-культурный и литературный журнал. — Эспоо: LiteraruS, 2022. — № 2. — С. 56—65. — ISSN 1459–2673.
- Востров А. В. «Аландский путь к Ништадтскому миру» // «Граница Ништадского мира – линия Петра Великого (часть I) // Материалы международной научной конференции, посвященной 300-летию окончания Великой Северной войны и заключению Ништадского мирного договора (6-9 октября 2021 г., Выборг)» : сборник. — Санкт-Петербург: Дмитрий Буланин, 2022. — С. 73—89. — ISBN 978-5-86007-988-5.